# Acuerdo de Buttonwood

Reunión de corredores bajo un plátano occidental, según un cuadro del Museo de la Ciudad de Nueva York

El acuerdo de Buttonwood es el documento fundacional de lo que hoy es la Bolsa de Nueva York y es uno de los documentos financieros más importantes de la historia de Estados Unidos. El acuerdo organizó el mercado de valores en la ciudad de Nueva York y se firmó el 17 de mayo de 1792 entre 24 corredores de bolsa a las afueras del número 68 de Wall Street. Según la leyenda, la firma tuvo lugar bajo un 
árbol de plátano occidental (planta denominada buttonwood en inglés) donde se habían realizado las primeras transacciones. La Bolsa de Nueva York celebra la firma de este acuerdo el 17 de mayo de 1792 como su fundación.

## Historia
En marzo de 1792, veinticuatro de los principales comerciantes de Nueva York se reunieron en secreto en el Corre's Hotel para discutir la forma de poner orden en el negocio de los valores. Dos meses más tarde, el 17 de mayo de 1792, el grupo firmó un documento denominado acuerdo de Buttonwood, llamado así por el lugar donde tradicionalmente se reunían, bajo un plátano occidental (buttonwood).
El documento forma parte ahora de la colección de archivos de la Bolsa de Nueva York.
En resumen, el acuerdo contenía dos disposiciones: 
1. Los corredores debían tratar únicamente entre sí, eliminando así a los subastadores.
2. Las comisiones debían ser del 0,25%.

El texto como tal del acuerdo dice así:

Nosotros, los Suscriptores, Corredores para la Compra y Venta de Acciones Públicas, por la presente solemnemente prometemos y nos comprometemos entre nosotros, que no compraremos ni venderemos desde este día para ninguna persona, ningún tipo de Acciones Públicas, a una tasa menor que un cuarto por ciento de Comisión sobre el valor de la Especie y que nos daremos preferencia entre nosotros en nuestras Negociaciones. En testimonio de lo cual hemos firmado este 17 de mayo en Nueva York, 1792.

## Firmantes
Fueron un total de veinticuatro corredores los que suscribieron el acuerdo, conocidos desde entonces como Padres Fundadores y Subsecuentes. El listado de estos corredores, así como su dirección de actividad comercial, es el siguiente:
- Peter Anspach … 3 Great Dock Street
- Armstrong & Barnewall … 58 Broad Street
- Andrew D. Barclay … 136 Pearl Street
- Samuel Beebe … 21 Nassau Street
- G. N. Bleecker … 21 Broad Street
- Leonard Bleecker … 16 Wall Street
- John Bush … 195 Water Street
- John Ferrers … 205 Water Street
- Isaac M. Gomez … 32 Maiden Lane
- Bernard Hart … 55 Broad Street
- John A. Hardenbrook … 24 Nassau Street
- Ephraim Hart … 74 Broadway
- John Henry … 13 Duke Street
- Augustine H. Lawrence … 132 Water Street
- Samuel March … 243 Queen Street
- Charles McEvers Jr. … 194 Water Street
- Julian McEvers … 140 Greenwich Street
- David Reedy … 58 Wall Street
- Robinson & Hartshorne … 198 Queen Street
- Benjamin Seixas … 8 Hanover Square
- Hugh Smith … Tontine Coffee House
- Lutton & Hardy … 20 Wall Street
- Benjamin Winthrop … 2 Great Dock Street
- Alexander Zuntz … 97 Broad Street